# Péra Kalentíni
Péra Kalentíni är en ort i Grekland.   Den ligger i prefekturen Nomós Ártas och regionen Epirus, i den centrala delen av landet, 260 km nordväst om huvudstaden Aten. Péra Kalentíni ligger 357 meter över havet och antalet invånare är 114.
Terrängen runt Péra Kalentíni är kuperad åt nordväst, men åt sydost är den bergig.Runt Péra Kalentíni är det glesbefolkat, med 11 invånare per kvadratkilometer. Närmaste större samhälle är Kompóti, 19,6 km söder om Péra Kalentíni. I omgivningarna runt Péra Kalentíni växer i huvudsak blandskog.